# Пьотр Лукасевич
Пьотр Ле́шек Лукасе́вич (пол. Piotr Leszek Łukasiewicz, нар. 9 лютого 1972, Сосновець, Польща) — польський військовик, політолог, дипломат, полковник, посол Польщі в Афганістані (2012—2014), тимчасово повірений у справах Польщі в Україні (з 2024).

## Життєпис
У 1995 році закінчив факультет кібернетики Військово-технологічної академії ім. Ярослава Домбровського. Крім того, він закінчив спеціалізацію у Вашингтоні та аспірантуру в Університеті національної оборони у Варшаві. У 2010 році він розпочав докторантуру на факультеті журналістики та політології Варшавського університету. 11 липня 2018 року став доктором політичних наук на основі дисертації «Розбудова інституцій афганської держави міжнародною коаліцією у 2001—2014 роках». Володіє англійською та російською мовами.
Спочатку проходив військову службу на Краківському вузлі зв'язку. У 1995—2006 роках займався питаннями державної безпеки та боротьби з тероризмом. Він служив у стабілізаційних місіях в Іраку (2004—2005). У 2006 році він обіймав посаду заступника військового аташе в Ісламабаді (Пакистан), а в січні 2007 року рішенням міністра національної оборони полковника призначено на посаду військового аташе в Афганістані, яку обіймав протягом трьох років. У жовтні 2009 року міністр національної оборони призначив його уповноваженим міністерства національної оборони в Афганістані. На цій посаді він розробив, зокрема, Польську стратегію військової присутності в Афганістані.
31 січня 2012 року закінчив військову службу та звільнився у запас у званні полковника.
З 12 червня 2012 по 31 грудня 2014 рр. — Надзвичайний і Повноважний Посол Республіки Польща в Ісламській Республіці Афганістан.
З 2014 року займався журналістською, викладацькою та експертною діяльністю. У 2019 році він був кандидатом від Wiosna на виборах до Європарламенту в окрузі № 11.
З 1 вересня 2024 року — тимчасово повірений у справах Республіки Польща в Україні.